# Skagshamn

Skagshamn är ett fiskeläge i Grundsunda socken i Örnsköldsviks kommun, beläget 17 kilometer sydost om Örnsköldsviks tätort.
Under namnet Skagen omnämns platsen i 1542 års jordebok. Någon gång på 1600-talet etablerade Gävlefiskarna ett fiskeläge här. 1780 var det enligt Abraham Hülphers tolv fiskare från Gävle och Strängnäs som utövade sitt yrke här om somrarna. Skags kapell uppfördes på 1600-talet och nyttjades fram till 1803 även av fiskarna i Skeppsmaln.
I Skagshamn ligger sedan 1940-talet Gösta Hannells surströmmingssalteri, med det ursprungliga varumärket "Gösta Hannell" samt de senare tillkomna "Röda Ulven", som förr tillverkades i Ulvöhamn, och "Leif Mannerström".
Intill salteriet finns en enklare gästhamn.